# 蔣埴
蔣埴（1637年—1718年），字曠生，號肅齋，晚號塞翁，南直隸蘇州府長洲縣人，清朝政治人物。

## 生平
蔣埴來自蘇州婁關蔣氏家族。祖父為明代福建清流知縣蔣育馨；伯父為明末山東布政使司參議、兵備天津蔣燦；父蔣煒（原名煜，字季含，號紀庵，1602-1681）為蔣育馨第五子，嘉定庠生，任鄉飲大賓。母徐氏。
蔣埴為蔣煒次子，府庠生，順治十七年（1660年）庚子科江南鄉試舉人，十八年（1661年）中式辛丑科會試，康熙二十四年（1685年）乙丑科三甲進士。三十年（1691年）授浙江樂清縣知縣。其作風低調簡樸，隻身赴任，立志潔身清廉，革除陋規，聽審訴訟時斷案精明。縣有虎患，為此特別前往祭拜城隍廟。樂清博物館現存有後世盛鴻燾撰、孫詒澤書的紀念蔣埴《蔣公祠碑記》石碑。
```
蔣埴所公告〈革除陋例示〉：
照得本縣素心耿介、廉潔自持；去冬蒞任伊始，查得樂邑陋例相沿，幾成錮疾，隨而力加振刷，事事俱要實心實行。
如徵收錢糧向有重
耗
，今本縣確遵
司
頒
法馬
，一兩止徵一兩、一錢只徵一錢；
或折封間有多出分文者，亦必照數給還。該戶如開徵糧米，除嚴飭書役不許勒索外，本縣亦常親自監收，一照官斛平量，誰敢淋尖踢斛。
即折耗例有贈頭，亦不許私取升斗。此本縣替百姓省一分間費，就替百姓添一分正供，較之歷來似亦無少補。
然此乃我居官職分之所當然，並非矯情干譽。至雜項如奏銷貼費、刑名貼費、顏料、蠟茶硃價、贖緩、架木芽茶貼費，
以及學租銀價、功績聽差役費、各憲轅門工食、修理城垣等銀，舊例俱出里下，今本縣一一照數捐墊，應解者俱已解訖，應發者俱已發訖。
但聞向來俱是管圖催取，茲本縣業已盡數代賠，恐管圖及經管吏胥敢指稱前項名色、按都灑派、私自催收，鄉民不知緣故，
只道還是歷來舊規，仍將使費付給，徒飽蠹腹。合行布告知悉，如有里胥管圖私派擅收，許爾等據實赴縣呈告，
以憑盡法嚴究處死追賍給還，斷不使百姓脂膏供此輩肥家潤身享用。本縣現在密行察訪，書役各情弊定行治罪。
特示。
```

## 著作
著有《經書精義》、《肅齋詩文集》、《閩游錄》、《三山草》（林雲銘於康熙二十年（1681年）作序)、《宦海慈航》、《金臺問答》、《樂清紀略》、《塞翁雜錄》、《居廬迂語》、《吳越聯吟》、《詩餘日課》、《雁山紀遊草》、《癸酉秋闈紀錄》等。從曾孫蔣重光輯《昭代詞選》第五卷收錄其詞四首，分別為：《金菊對芙蓉》（遊武林謁大中丞伯成吳公（即吳興祚））、《望海潮》（其任樂清作）、《高山流水》（慎交社會文後作）及《選冠子》（辛丑捷南宮念家大人不及殿試而歸）。徐崧輯《詩風初集》錄蔣埴詩兩首：《憶》與《懷沈子豫仙》，《全清詞》收錄其詞《沁園春》（送友運木入都）一首。

## 家庭
夫人為鄉飲賓沈兆咸女；繼妻為光祿寺丞吳昌明孫女；側室戴凌濤。有三子：蔣紹鋼、蔣應鑨、蔣一鍔。